# 粟飯原文子
粟飯原 文子（あいはら あやこ）は日本の文学者、翻訳家。法政大学国際文化学部教授。専門はアフリカ文学。

## 略歴
大阪府で生まれる。ロンドン大学東洋アフリカ研究学院修士課程、博士課程を経て、神奈川大学外国語学部、東京外国語大学国際社会学部で非常勤講師を務める。2015年に法政大学国際文化学部専任講師を経て、2017年に准教授に就任する。

## 著書
- 『グローバル・ヒストリーとしての「1968年」』（共著、ミネルヴァ書房） 2015

## 翻訳
- 『ゲリラと森を行く』（アルンダティ・ロイ、以文社） 2013
- 『崩れゆく絆』（チヌア・アチェベ、光文社） 2013
- 『褐色の世界史』（ヴィジャイ・プラシャド、水声社） 2013
- 『狂人と専門家』（ウォレ・ショインカ、国際演劇協会日本センター、紛争地域から生まれた演劇シリーズ7） 2016
- 『ぼくらが漁師だったころ』（チゴズィエ・オビオマ（英語版）、早川書房） 2017
- 『マイ・シスター、シリアルキラー』（オインカン・ブレイスウェイト（英語版）、早川書房） 2021
- 『小さきものたちのオーケストラ』（チゴズィエ・オビオマ、早川書房） 2021

## 参照
- 法政大学国際文化学部教員紹介
- 法政フロネシス 苦難の歴史を持つアフリカの文学に 込められたメッセージを読み解く